# Psalm 130

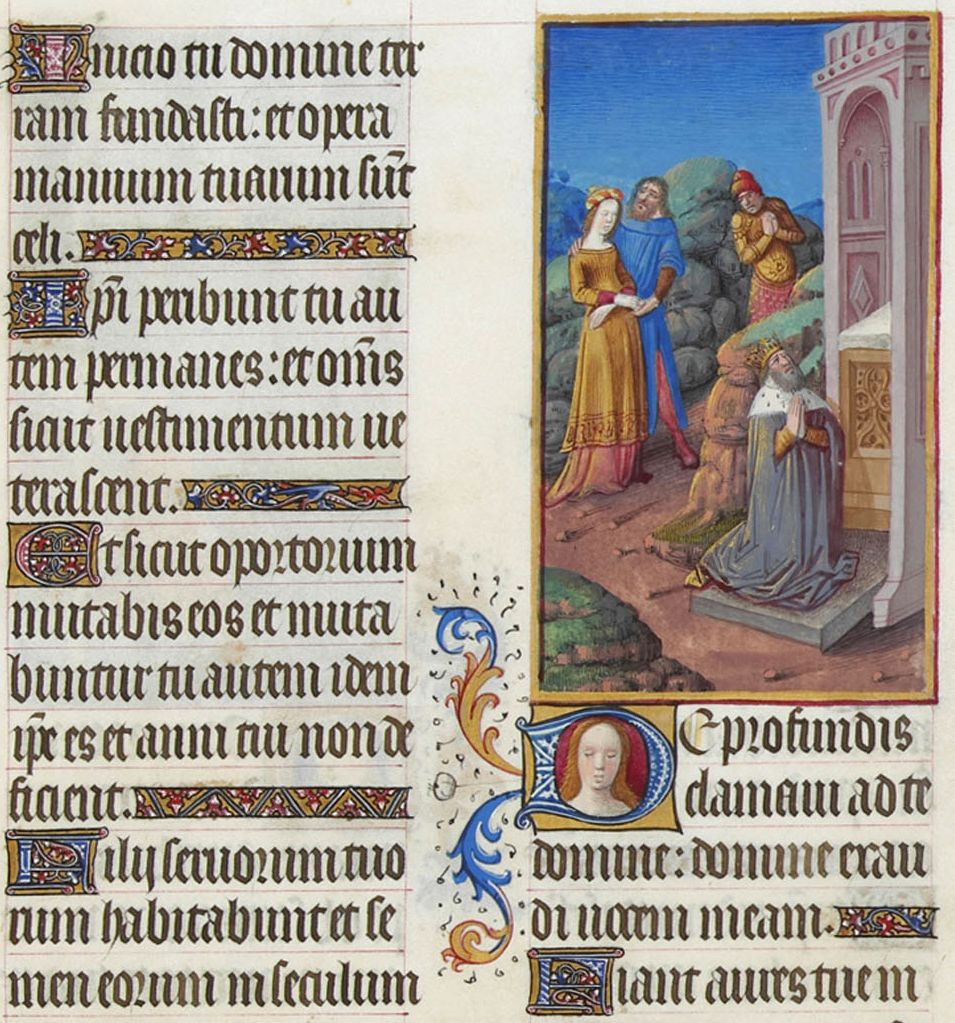
De profundis w modlitewniku Bardzo bogate godzinki księcia de Berry

Psalm 130 (nazwa łac. De profundis) – jeden z utworów zgromadzonych w biblijnej Księdze Psalmów. W tłumaczeniu łacińskiej Wulgaty zaczynał się od słów De profundis clamavi ad te Domine - od których pochodzi krótsza nazwa. Służył jako tradycyjna modlitwa Kościoła katolickiego i nazywany był także szóstym psalmem pokutnym.
Numer psalmu przyjęty został za Biblią hebrajską; Septuaginta i Wulgata nadają mu numer 129.

## Gatunek literacki i okoliczności powstania
Psalm 130 jest indywidualną lamentacją z elementami modlitwy kolektywnej.
Czas powstania psalmu jest niepewny, a według Stanisława Łacha dokładne określenie tego czasu jest niemożliwe. Ponieważ psalm zbliżony jest charakterem do modlitwy Ne 1,4–11, powstał on prawdopodobnie w późniejszych czasach, po okresie niewoli babilońskiej.

## Treść i teologia
Psalm dzieli się na cztery strofy. Pierwsza (wiersze 1 i 2) jest lamentacją, w której psalmista wołający z głębokości, błaga Jahwe o ocalenie. Termin głębokość był różnie interpretowany – np. Augustyn z Hippony uważał, że to stan, w którym psalmista znalazł się poprzez swoje grzechy. Według Marcina Lutra głębokość oznacza zepsutą naturę ludzką. W rozumieniu bardziej dosłownym chodzi o ciężkie położenie psalmisty.
Druga (wiersze 3 i 4) to wyznanie grzechów z pytaniem retorycznym: Panie, to któż się ostoi?, na które odpowiedzią jest jedynie zaprzeczenie, gdyż nie ma nikogo bez grzechu.
Trzecia strofa (wiersze 5 i 6) mówią o ufności, która jest jedyną postawą u bojących się Boga. Ufność jest tutaj tak pewna, jak pewność strażników oczekujących świtu.
Ostatnia strofa (wiersze 7 i 8) to wezwanie psalmisty do całego Izraela, aby oczekiwał pomocy Bożej. Część ta była uznawana czasami za późniejszy dodatek liturgiczny, ale według A. Andersona tak treść, jak i słownictwo przemawia za jednolitością.
Psalm uczy o powszechności grzechów i o tym, że Bóg je przebacza, a postawą wymaganą do odpuszczenia grzechów jest bojaźń Boża. Kościół katolicki posługuje się Psalmem 130 w modlitwie za zmarłych i w obrzędach pogrzebowych.

## Wykorzystanie w kulturze
Psalm 130 wielokrotnie na przestrzeni wieków opracowywany był muzycznie, m.in. przez takich twórców, jak Orlando di Lasso, Josquin des Prés, Giovanni Pierluigi da Palestrina, Andrea Gabrieli, John Dowland, Thomas Morley, Henry Purcell, Johann Hermann Schein, Heinrich Schütz, Jean-Baptiste Lully, Marc-Antoine Charpentier, Michel Richard Delalande, Georg Friedrich Händel, Jan Dismas Zelenka, Christoph Willibald Gluck, Wolfgang Amadeus Mozart, Felix Mendelssohn, Arthur Honegger, Arnold Schönberg, Arvo Pärt czy Józef Świder, Marcin Łukaszewski.
Johann Sebastian Bach w kantacie Aus der Tiefen rufe ich Herr zu dir (BWV 131), wykorzystał tekst psalmu w tłumaczeniu niemieckim.
Swoją interpretację Psalmu 130 stworzyła polska grupa 2Tm2,3 na albumie Pascha 2000 (2000) oraz w wydawnictwie koncertowym Propaganda Dei (2004).
W literaturze, polską parafrazę psalmu pod tytułem Psalmu CXXX paraphrasis stworzył Mikołaj Sęp Szarzyński. Również w literaturze niemieckojęzycznej znajdujemy nawiązanie do tego psalmu, w utworze De profundis Georga Trakla i pieśni Marcina Lutra Aus Tiefer Not schrei ich zu dir.